# ヴァニ・ボジャン
ヴァニ・ボジャン（Vani Bhojan、1988年10月28日生まれ）は、主にタミル語言語のテレビタミル語そしてテルグ語映画に出演し、活躍するインドの女優兼モデル。